# كانون سيتي (كولورادو)
كانون سيتي (بالإنجليزية: Cañon City, Colorado)‏ هي مدينة تقع في مقاطعة فريمونت بولاية كولورادو في الولايات المتحدة. تأسست عام 1860، تبلغ مساحة هذه المدينة 31.2 (كم²)، وترتفع عن سطح البحر 1625 م، بلغ عدد سكانها 16400 نسمة في عام 2010 حسب إحصاء مكتب تعداد الولايات المتحدة وتصل الكثافة السكانية فيها 527.3 نسمة/كم2.

## أعلام
- روبرت الكسندر كاميرون
- جيمس هاميلتون بيبودي
- دتش كلارك
- إموري إس. لاند
- ستان بليك

## وصلات خارجية
- City of Cañon City